# For Mother's Sake
For Mother's Sake è un cortometraggio muto del 1913 diretto da Burton L. King. Prodotto da Thomas H. Ince, il film fu interpretato da Charles Ray e Louise Glaum.

## Produzione
Il film fu prodotto dalla Kay-Bee Pictures.

## Distribuzione
Distribuito dalla Mutual Film, il film - un cortometraggio in una bobina - uscì nelle sale cinematografiche degli Stati Uniti l'11 novembre 1913.